# Helen Blackburn
Helen Blackburn (Valentia Island, 25 maggio 1842 – Londra, 11 gennaio 1903) è stata un'attivista e suffragetta britannica per i diritti delle donne, soprattutto nel campo dell'occupazione.
Fu inoltre editrice dell'Englishwoman's Review.

## Biografia
Blackburn nacque in Irlanda dall'ingegnere civile Bewicke Blackburn e da Isabella Lamb. Quando la sua famiglia si trasferì a Londra nel 1859, entrò presto in contatto con le donne del Langham Place Group, in particolare Jessie Boucherett ed Emily Faithfull.
Nel corso degli anni Blackburn e Boucherett lavorarono insieme in diversi ambiti. Entrambe furono editrici dell'Englishwoman's Review e insieme fondarono la Women's Employment Defense League nel 1891, ai fini di difendere i diritti delle lavoratrici contro la legislazione restrittiva sul lavoro. Insieme pubblicarono anche The Condition of Working Women and the Factory Acts del 1896.
Blackburn si unì alla National Society for Women's Suffrage nel 1872 e fu segretaria del comitato esecutivo della società dal 1874 al 1880. Successivamente ricoprì incarichi simili in numerose organizzazioni correlate. Nel 1875 frequentò un corso di diritto romano all'University College di Londra e dal 1886 al 1888 all'University College di Bristol. All'inizio degli anni 1890 aiutò Charlotte Carmichael Stopes nella stesura di British Freewomen: Their Historical Privilege fornendo i propri appunti sull'argomento e acquistando l'intera prima edizione nel 1894. Si ritirò nel 1895 per prendersi cura del padre anziano, anche se in seguito riprese le sue attività. 

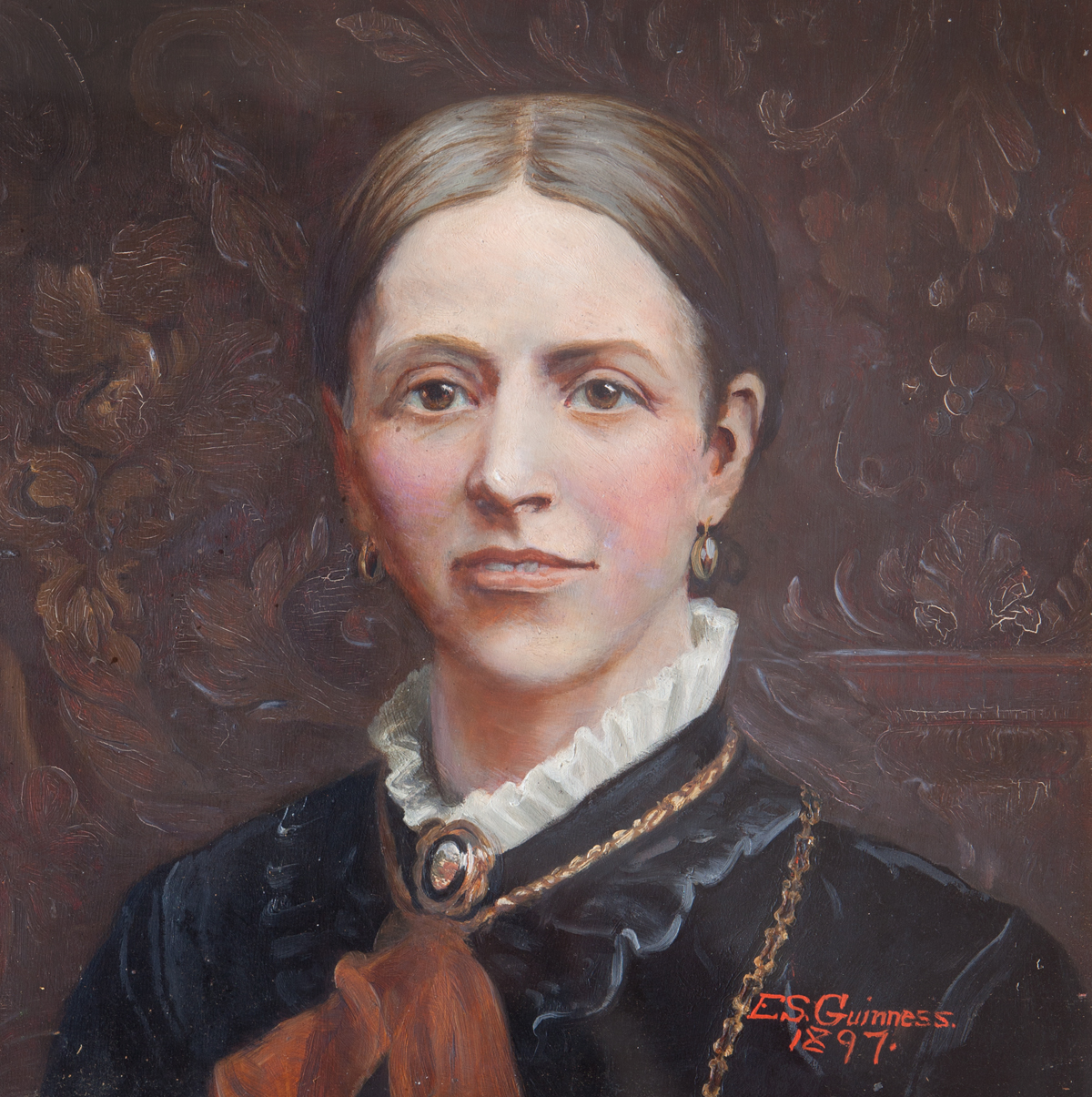
Ritratto di Caroline Ashurst Biggs, Elizabeth Sarah Guinness, Girton College

Blackburn ispirò e finanziò due collezioni. La prima, risalente al 1885, includeva opere di donne professioniste, tra cui i ritratti di Florence Nightingale e Mary Carpenter. La seconda includeva libri di donne provenienti dalla sua collezione, da amici e da fonti di seconda mano. Furono commissionati degli ex libris e due librerie decorate con dipinti di Lydia Becker e Caroline Ashurst Biggs. Nel 1880 Blackburn divenne segretaria della West of England Suffrage Society a Bristol e fu la principale organizzatrice di una grande manifestazione.
Il suo legame a lungo termine con il movimento delle donne le permise di scrivere la sua storia della campagna per il suffragio femminile vittoriano, Women's suffrage: a record of the women's suffrage movement in the British Isles, with biographical sketches of Miss Becker, terminata nel 1902, poco prima della sua morte sopraggiunta l'anno successivo a Greycoat Gardens, Westminster. Lasciò i suoi archivi e la collezione di libri decorati al Girton College di Cambridge. Dopo la sua morte fu istituito un fondo di prestiti per la formazione di giovani donne.
Nel 1903 fu pubblicato Women under the Factory Act, scritto in collaborazione con Nora Vynne. L'opera criticava i legislatori per aver trattato le donne come se non avessero l'intelligenza degli animali, ovvero come se avessero sempre bisogno di essere curate per proteggersi, e sosteneva il diritto alle donne di assumersi dei rischi per la loro salute sul posto di lavoro per poter godere di una maggiore indipendenza.

## Riconoscimento postumo
Il suo nome e la sua immagine (e quelli di altre 58 sostenitrici del suffragio femminile) sono incise sul piedistallo della statua di Millicent Fawcett inaugurata nel 2018 a Parliament Square di Londra.

## Opere
- A Handbook for Women Engaged in Social and Political Work, 1881.
- The Condition of Working Women and the Factory Acts, editor with Jessie Boucherett, 1896.
- Women under the Factory Act, scritto con Nora Vynne, 1903.
- Women's suffrage: a record of the women's suffrage movement in the British Isles, with biographical sketches of Miss Becker, 1902.